# Senyoria (novel·la)
Senyoria és una novel·la de Jaume Cabré publicada el 1991 per Edicions Proa de Barcelona i escrita en un interval de cinc anys i escaig.
Tracta sobre la corrupció d'una de les altes autoritats de Barcelona i els seus treballs per salvar la seva imatge. Està situada en l'any 1799, i es veu un canvi de segle, que provocarà un gir en les idees socials conservadores. La història succeeix a l'antiga ciutat de Barcelona, però també passa per un petit poble.
La seva estructura ve determinada pel desordre dels seus capítols, que al final de l'obra esdevé una història molt lligada i coordinada. La base de l'obra serà l'acusació d'un jove poeta d'assassinat; d'aquí esdevindrà tota una història, en la qual intervindran diversos personatges que es veuran implicats en la situació en què es troba el jutge. En tota l'obra hi ha presència i relació de l'astronomia i la música contemporànies amb la vida dels personatges i els successos que s'hi esdevenen.

## Traduccions
Senyoria s'ha traduït a 10 idiomes:
- Castellà: Señoría (trad. Daniel Royo) Barcelona: Grijalbo-Mondadori, 1993 (2a edició: Barcelona: Random House - Mondadori, 2005)
- Hongarès: Őméltósága (trad. Tomcsányi Zsuzsanna) Budapest: Európa, 2001
- Romanès: Excelenta (trad. Jana Balacciu Matei) Bucarest: Merònia, 2002
- Gallec: Señoría (trad. Dolores Martínez Torres) Vigo: Galaxia, 2002
- Francès. Sa Seigneurie (trad. Bernard Lesfargues) Paris: Christian Bourgois Éditeur, 2004, Premi Méditerranée 2004[3][4]
- Italià: Sua Signoria (trad. Francesco Ardolino) Roma: Alberto Gaffi, editore, 2006
- Portuguès: Sua Senhoria (trad. Jorge Fallorca) Lisboa: Tinta da China, 2007
- Albanès: Senjoria (trad. Bashkim Shehu) Tirana: Instituti i Librit & Komunikimit, 2008[5]
- Alemany: Senyoria (trad. Kirsten Brandt) Frankfurt: Suhrkamp, 2009
- Neerlandès: Edelachtbare (trad. Pieter Lamberts & Joan Garrit) Utrecht: uitgeverij Signature, 2010